# Халафська культура

Стародавнє Межиріччя

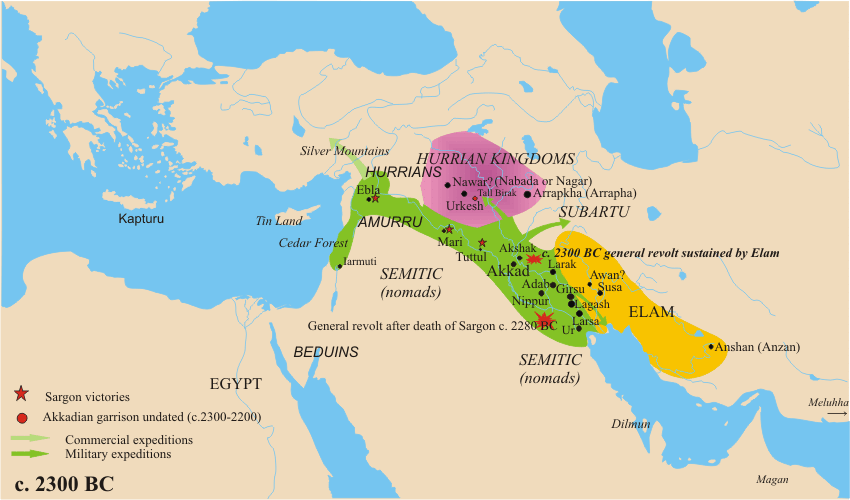
Стародавнє Межиріччя в 2300 до н. е.

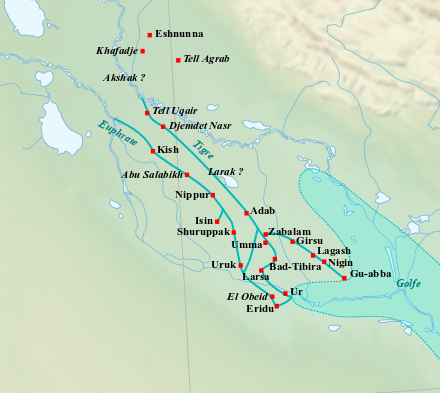
Нижнє Межиріччя

Халафська культура — археологічна культура мідної доби. Датована 6100-5100 рр. до н. е.
Культура є безперервним розвитком ранньонеолітичної кераміки і розташована переважно у родючій долині річки Хабур (Нахр-ель-Хабур), на південному сході Туреччини, в Сирії та на півночі Іраку, хоча виявлено сліди Халафської культури можна простежити по всій Великій Месопотамії.
Названа за поселенням Тель-Халаф у північній Сирії. Найдослідженіші пам'ятники — поселення Тель-Арпачія (розкопки англійської експедиції в 1933) і Тепе-Гавра ІІ.
Сформувалася на базі культури раннього керамічного неоліту північній Сирії, сліди якої відкриті М. Г. Аккерманс на пам'ятнику Тель-Сабі-Аб'яд. На сході взаємодіяла з іншими керамічними культурами Месопотамії — хасунською і самаррською. В 5-му тисячолітті до Р. Х. зазнала сильний вплив Убейду, породивши перехідну халафсько-убейдську традицію і, в-решті-решт — асимілювати культуру Північного Убейду. Для Халафа була характерна надзвичайно витончена (для того часу) кераміка, що широко продавалася на Близькому Сході, особливі споруди — толоси і орнамент у вигляді мальтійських хрестів і букранієв (зображень бичачих голів).

## Датування та періодизація
Абсолютна хронологія Халафа ненадійна; В загальних рисах калиброване датування культури охоплює 5600-4500 роки до Р. Х. Важливу роль в датуванні грає матеріал Тель-Арпачії, де знаходився місцевий центр виробництва кераміки (основа відносної датування).
Виділяють декілька фаз еволюції матеріальної культури
- Перехідна до Халаф фаза раннього керамічного неоліту
- Ранній Халаф: 5600-5300 рр. до Р. Х.
- Середній Халаф: 5300-4800 рр. до Р. Х.
- Пізній Халаф: 4800-4500 рр. до Р. Х.
- Перехідний халаф-убейдський період

## Особливість

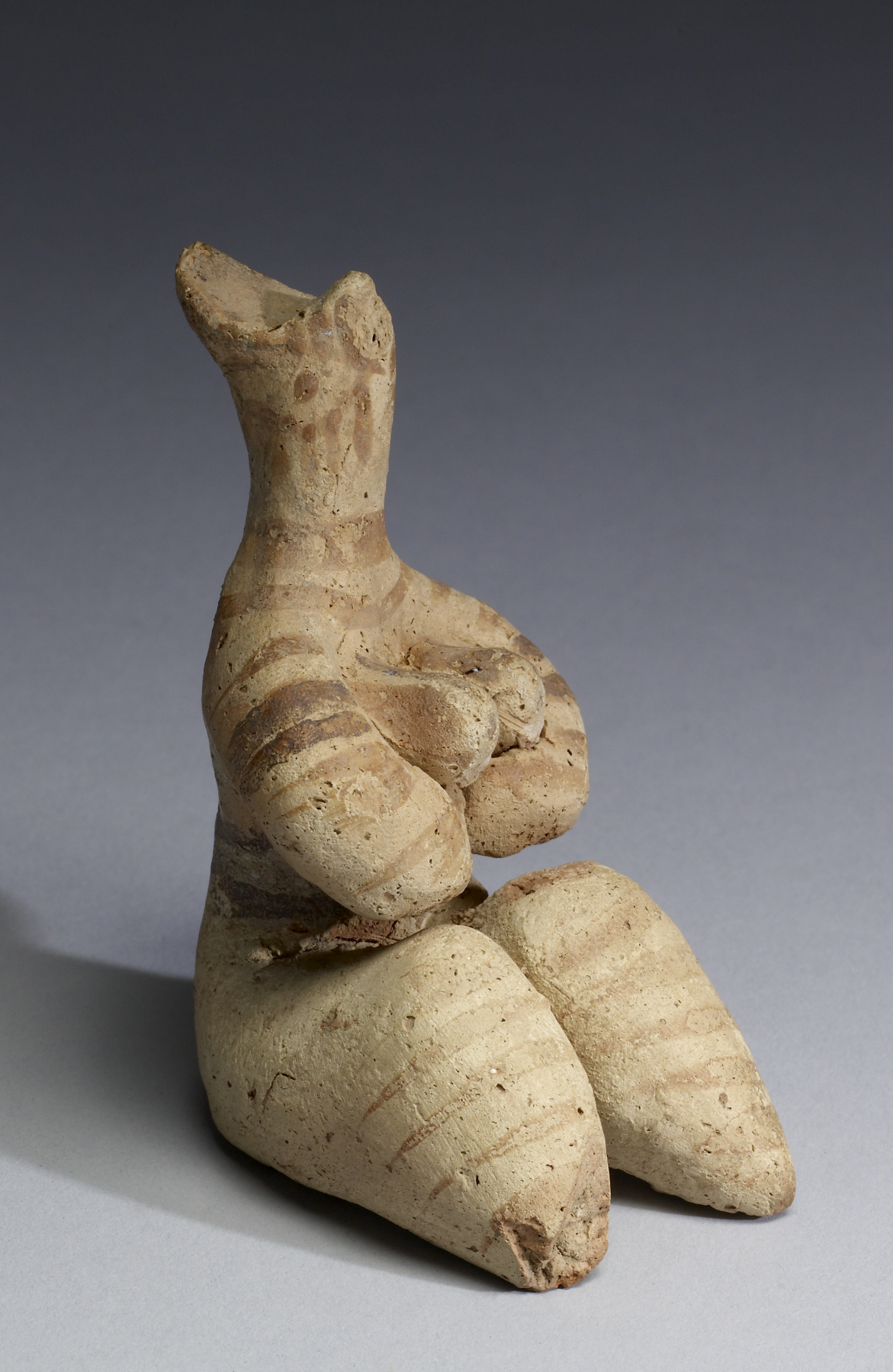
Халафська теракотова статуетка

### Походження
Згідно ранніх досліджень домінував погляд на прибуле халафське населення: вважалося, що його прабатьківщина десь у сусідніх горбистих та гірських районах — Анатолії та Вірменського нагір'я. Згодом ці погляди були переглянуті: в 1980-х роках розкопки PMG Ackermans біля північно-сирійського пам'ятника Тель-Сабі-Аб'яд виявили шари особливої дохалафської культури раннього керамічного неоліту.

### Матеріальна культура
Невеликі поселення халафської культури розташовувалися біля річок, були густо забудовані однокімнатними будинками з саману у вигляді толос з прилеглими прямокутними прибудовами, іноді з печами, вогнищами у тому числі для випалювання кераміка. Основу економіки становили сільське господарство та скотарство. Сільське господарство ґрунтувалося на природних опадах, зрошення не використовувалося. Культивується полба (сорт пшениці), ячмінь та льон. Знайдено кам'яні тертки, ступки, серпи, спалені зерна різних видів пшениці, ячменю, кістки домашніх тварин (корів, овець, кіз, собак тощо). Численні кістяні інструменти.
Кераміка халафської культури була високої якості і була поширена у Північній Сирії, Месопотамії та частині Анатолії. Форми різноманітні, орнамент — геометричний або сюжетний (зображення тварин) розпис, коричневий на рожевому або жовтуватому тлі. Специфічними елементами орнаменту були мальтійський хрест та букранія (зображення голови биків); останні спонукали ранніх дослідників запропонувати особливий культ бика серед халафтів (пов'язаний з уявленнями про фертильність чоловіків). Також виготовляли фарбовану та поліровану кераміку. Знайдено антропоморфні та зооморфні глиняні статуетки; Усі антропоморфні фігури халафів зображують жінок (зазвичай що присідають, з перебільшеними грудьми) і, ймовірно, пов'язані з ідеями родючості. Поодинокі знахідки міді (включаючи печатки); проте для виготовлення інструменту не використовувалася мідь.
Поховання халафської культури — трупи в ґрунтових ямах у зігнутому положенні збоку. Відомі також кремації. Немовлят часто ховали в посудинах під підлогами будівель. Поховання супроводжувалися подарунками посуду (їжі), прикрас, статуеток тощо.
На пізніх етапах халайфська культура зазнала сильного впливу Убайда, що призвело до мішаної традиції Північного Убайду. На деяких пам'ятках (Тель-Арпахія) перехід від Халафа до Убейду відзначений слідами руйнування.

### Етнічна приналежність
Етнічна приналежність халафтів невідома: культура зникла задовго до появи письмових відомостей про стародавні народи Східної Азії. В середині ХХ століття були зроблені спроби асоціювати халафтів з носіями так званих протоєвфратських мов. У деяких публікаціях нащадків халафів історичного часу іноді називали субареями.
Гіпотеза Гамкрелідзе-Іванова за кількома ознаками (кремація тощо) співвідносить халафську культуру з доіндоєвропейцями.